# Lonza-Werk (Trattendorf)

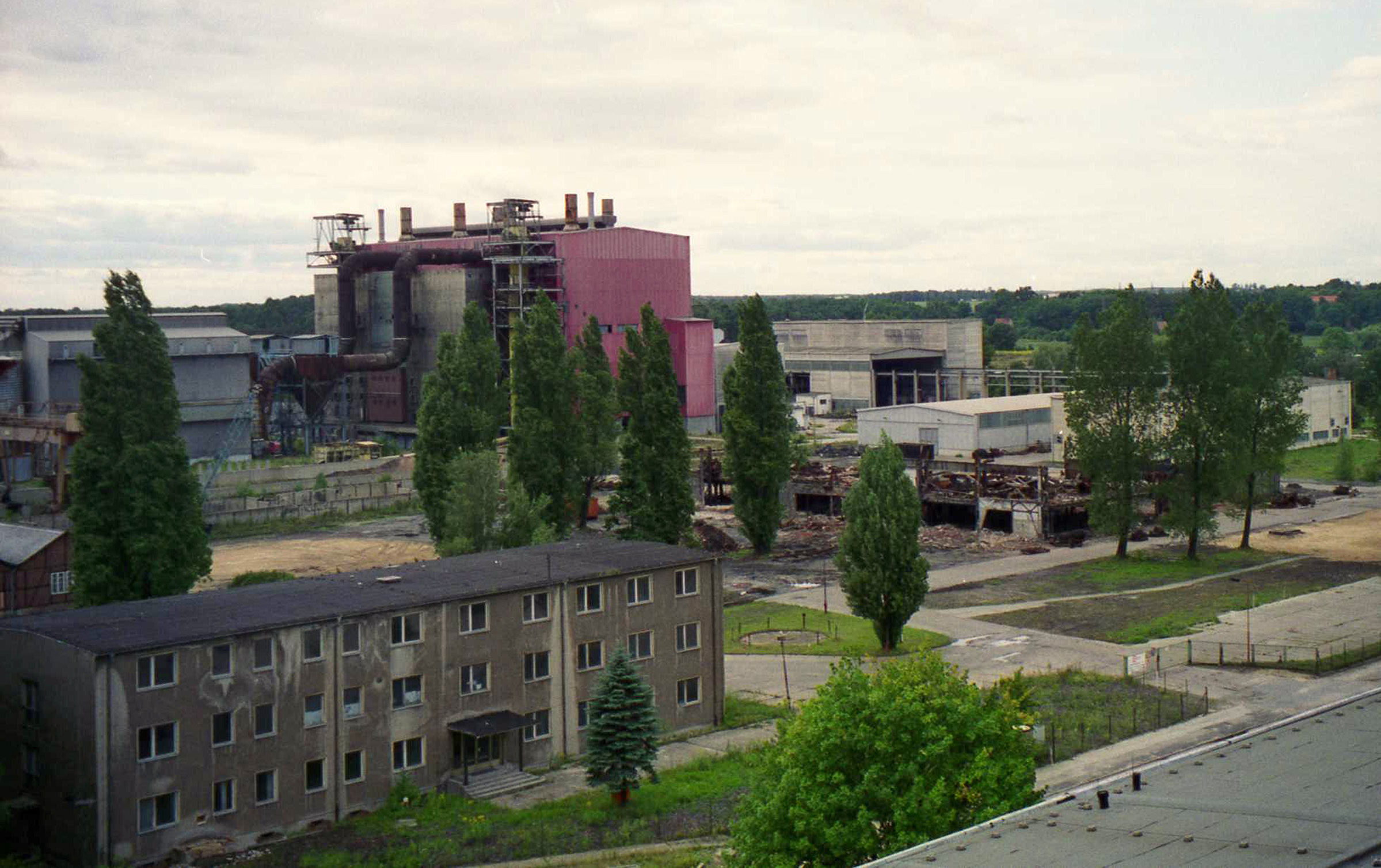
Lonza Werk

Das Lonza-Werk war ein Industriebetrieb im jetzigen Ortsteil Trattendorf der Stadt Spremberg in der Lausitz. Zum Lonza-Werk gehörte das 1917 in Betrieb genommene Werk und das 1985 zusätzlich in Betrieb genommene Ferrolegierungswerk. Umgangssprachlich wurde aber immer nur vom Lonza-Werk gesprochen.

## Lonza-Werk
Das Lonza-Werk wurde in den Jahren 1915–1916 (andere Angaben 1914/15) errichtet und 1917 in Betrieb genommen. Als Standort wurde dabei bewusst die Nähe zum neu errichteten Großkraftwerk Trattendorf gesucht, da der Betrieb mit sehr stromintensiven Anlagen ausgerüstet war. Bauherr und Eigentümer war die Lonza AG aus Visp in der Schweiz. Die Produktion wurde mit der Herstellung synthetischer Düngemittel aus Stickstoff, Ammoniak und Calciumcarbid aufgenommen.
Die Anlage bestanden aus drei Elektrolichtbogenöfen:
- 1 Elektrolichtbogenofen mit 13100 kVA
- 2 Elektrolichtbogenöfen mit 3000 kVA

Im großen Lichtbogenofen wurde von 1922 bis Anfang der 50er Jahre Karbid geschmolzen. Danach erfolgte eine Umstellung auf die Herstellung von Ferrolegierungen.
Das Lonza-Werk und das benachbarte Kraftwerk Trattendorf überstanden das Ende des Zweiten Weltkrieges
völlig unbeschädigt. Da sich das Werk in Schweizer Besitz befand, konnte es im Gegensatz zum Kraftwerk nicht zu Reparationszwecken herangezogen werden.
1968 ging das Lonza-Werk aus Schweizer Treuhandbesitz im „VVB Eisenerz/Roheisen Saalfeld“ des Ferrolegierungswerks Lippendorf auf.
Nach der Umstellung auf Ferrolegierungen wurden im großen Lichtbogenofen das Derivatprodukt Ferrosilicium mit einem Siliziumgehalt von 45 % hergestellt, in den beiden kleineren Lichtbogenöfen Silizium mit 98 % Reinheit. 1985, mit Aufnahme der Produktion im Neuwerk (Ferrolegierungswerk), wurde die Anlage stillgelegt. Dadurch kam es zu einer erheblichen Verringerung der Luftverschmutzung im Bereich Trattendorf.

## Ferrolegierungswerk
Das Ferrolegierungswerk wurde in den Jahren 1983–1985 östlich des Altwerkes durch die französische Firma Serete erbaut. Die Grundsteinlegung erfolgte am 7. Juli 1983. Um trotz der Technik aus dem nichtsozialistischen Wirtschaftsgebiet die Ausgaben für Devisen im Rahmen zu halten, versuchte man, die Technik aus Frankreich unter anderem mit Messtechnik aus der Sowjetunion zu betreiben. Dies gelang nicht immer so, wie man es sich vorgestellt hatte.
Die Anlage bestand aus zwei Elektrolichtbogenniederschachtöfen:
- Elektrolichtbogenniederschachtöfen mit je 3 × 13.000 kVA.

Hergestellt wurden Ferrosilizium und metallurgisches Silizium. Bei der Herstellung von Ferrosilizium kamen Quarzkies, Braunkohlenhochtemperaturkoks, Eisenspäne und Holzhackschnitzel zum Einsatz. Metallurgisches Silizium wurde aus Quarzkies, Holzkohle und Baumrinde hergestellt.
Am 28. Juni 1990 wurde das Werk als eines der ersten nach der politischen Wende in Spremberg stillgelegt. Bis auf das ehemalige Verwaltungsgebäude sind beide Werke komplett zurückgebaut.